# Кукулешть
Кукулешть, Кукулешті (рум. Cuculești) — село у повіті Вилча в Румунії. Входить до складу комуни Стенешть.
Село розташоване на відстані 168 км на захід від Бухареста, 40 км на південний захід від Римніку-Вилчі, 58 км на північ від Крайови.

## Населення
За даними перепису населення 2002 року у селі проживали 115 осіб, усі — румуни. Усі жителі села рідною мовою назвали румунську.